# アピ・ラトゥニヤラワ
アピ・ラトゥニヤラワ（Api Ratuniyarawa、1986年7月11日 - ）は、プレミアシップロンドン・アイリッシュに所属するラグビー選手。

## プロフィール
- フィジー・シンガトカ出身。
- ポジションはロック(LO)。
- 身長 198cm、体重 115kg
- ニックネームはBizz[1]。
- フィジー代表キャップは35（2020年5月現在）でワールドカップ2015・2019のフィジー代表に選ばれた[2]。

## 略歴
SUアジャンを経て、2016年、ノーサンプトン・セインツに加入。
2022年、ロンドン・アイリッシュに加入。